# Rustrel
Rustrel é uma comuna francesa na região administrativa da Provença-Alpes-Costa Azul, no departamento de Vaucluse. Estende-se por uma área de 28,26 km². Em 2010 a comuna tinha 695 habitantes (densidade: 24,6 hab./km²).